# GA 예술과 아트 디자인 클래스
《GA 예술과 아트 디자인 클래스》(일본어: GA 芸術科アートデザインクラス)는 일본의 만화 작가 키유즈키 사토코가 미술을 주제로 하여 2004년부터 연재를 시작한 4컷 만화이다. 본래 2004년 7월부터 헤이와출판의 《COMIC귯토!》에서 연재되었다가 2005년 6월부터 호분샤의 《망가 타임 키라라 캐럿》으로 옮겨 본격적으로 연재되고 있다. 2009년 7월 AIC에 의해 애니메이션으로 제작되었다. 한국어판은 2010년 1월부터 대원씨아이에서 발매중이다.

## 개요
- 어떤 고등학교의 미술전문 클래스 예술과 A 클래스(GA) 에 다니는 개성이 풍부한 1학년 여학생 5명을 중심으로 미술과 관계되는 잡다한 지식이나 수업풍경 등의 학원생활을 4컷만화 형식으로 그려내는 만화.
- 처음엔 2004년 7월부터 헤이와출판의 COMIC귯토!에서 연재되었다가 2005년 6월부터 호분샤의 망가 타임 키라라 Carat(まんがタイムきららCarat)으로 옮겨 본격적으로 연재되고 있고, 2009년 7월 AIC에 의해 애니메이션으로 제작되었다. 망가타임 키라라Carat 2009년 2월호에서 애니메이션화 발표와 함께 표지에 등장해 이후엔 그때까지 연속으로 표지에 등장했던 연재작품 히다마리 스케치와 함께 교대로 표지에 등장할 만큼의 인기를 자랑한다.
- 또한, 토라노아나에서 매월 배포하는 프리 페이퍼 토라다요(とらだよ。) 에서도 GA 화구창고(GA材置き場)라는 타이틀로 2005년 11월 발행한 Vol.59부터 2009년 3월 발행한 Vol.98까지 휴재없이 연재되었다. 일부분을 특전이라고 해서 배포한 적도 있었지만, 이것은 현재까지도 단행본으로 발매되지 않고 있다.
- 작가인 키유즈키 사토코는 게임 캐릭터 디자인과 라이트 노벨의 삽화를 그리는 인기 일러스트레이터로 알려져 있다. 이 작품에서도 일러스트레이터답게 뛰어난 그림 실력을 자랑한다.

## 등장인물
성우의 표기는 애니메이션 판에 따른 것

### GA 1학년
GA 1학년 5인조. 이 만화의 주요 등장인물들.
야마구치 키사라기 (山口如月)
성우 - 토마츠 하루카
GA1학년 여학생. 통칭 키사라기. 애니메이션에서의 표기는(キサラギ), 원작에서의 표기는 한자로 '如月'로 표기된다. 살짝 흘러내린 커다란 안경과 포니테일이 특징. 곰팡이가 쓴 포스터 컬러에 '노다아우라'를 비추면 부활한다는 말도 쉽게 믿을 정도의 '천연 백치미' 또는 '바보'속성. 소중하게 여기는 물건을 최대한 사용하지 않으려고 노력하는 모습을 보인다. 그러나 화구의 소비가 많아 화구점이나 재료 등을 파는 대학 교내매점을 자주 이용한다. 하루안에 뎃생 20장을 그려내는 등의 노력파이지만, 생각이 평범하고 기본적인 실력이 부족해 디자인 센스 등 부족한 부분이 있어 이런 자신에 대한 아쉬움이 작중 드러난다. 옅은 색을 좋아하며 성격도 파스텔같이 포근한 성격. 특기로는 미술 이외에 예전에 집 주변에 살고 있던 다도 선생님에게 배운 다도 실력(그리고 날카롭게 깎여 있던 오오미치의 연필을 노다와 나미코에게 보라며 여러 개를 날렸는데, 그 연필들이 정확히 그 둘을 지나가 뒤에 있던 캔버스에 나이프처럼 박혔던 에피소드도 있다. 아마 그것은 연필이 잘 깎여 있어서 박혔다기 보단 키사라기의 능력인 듯하다). 이 캐릭터의 모델이 작가 키유즈키 사토코라고 한다.
노다 미키 (野田ミキ)
성우 - 토쿠나가 아이
GA1학년 여학생. 이름은 노다미키. 주위에서는 "노다" 혹은 "공주"로 불린다. 축제를 좋아하고, 흔히 텐션이 높은 캐릭터. 몸집이 작고 화려한걸 좋아하며, 머리모양을 자주 바꾸는 등 멋내는 것에 관심이 많다. 분위기메이커임과 동시에 트러블메이커. 다른 사람의 작품에 맘대로 이상하게 바꾸거나 다른사람의 음식에 마음대로 조미료를 넣는등 어린애같은 장난을 즐긴다. 항상 과제 제출이 빨라서 키사라기와는 대조적으로 "삘받으면 천재"로 불릴정도로 재능이 있는 기분파. 또한 과제를 감성으로 해치우기도 한다. 그러나 뭔가에 한 번 꽂히면 전력투구하는 열정도 보여주곤 한다. 어두운 회색과 노란색과 보라색을 즐겨 사용하며, 따뜻한 기운이 나는 색깔을 늘어놓는 경우도 있다. 같은 학교에 다니는 언니가 있고, 집에서 고양이를 기른다. 성격이 성격인지라 패션이나 디자인 쪽에 뛰어나다.
토모카네 (友兼)
성우 - 사와시로 미유키
GA1학년 여학생. 통칭 토모카네. 토모카네(友兼)로 표기하며, 어째서인지 이름이 불명이다. 그룹에서 가장 활발하다. 성격이 드세고 보이쉬한 소녀이다. 사복을 입으면 남자로 헷갈릴 정도. 성격마저 남자같아서 힘으로 데생의 농도를 조절하며, 뭐든지간에 힘을 써서 해결한다. "예술은 힘이다!"라는 것이 말버릇. 열혈파지만 어딘가 나사빠진 구석도 있다. 노다와 함께 소동을 벌이는 트러블 메이커 그 2의 존재. 하지만 노다처럼 언제나 그러는 건 아니고, 가끔 평범하게 있는 경우도 있다. 유일하게 당해내지 못하는 상대는 GA2학년인 오빠. 오빠는 병약한 체질이라 부모님에게 건들지 말라는 엄명을 받았기 때문이라고 한다. 오빠에게서 쌓인 스트레스를 밖으로 발산하고 있는 듯하다. 뭐든지 힘으로만 해결하려는 성격도 그 때문이라고 한다.
오미치 미야비 (大道雅)
성우 - 나즈카 카오리
GA1학년 여학생. 이름은 '오미치 미야비'이지만 통칭 "교수"로 불린다. 유래는 입학하고 학력테스트 후 키사라기가 노다와 답 맞추기 중 大學敎授의 敎授부분의 음을 맞추는 문제로 고민하고 있을 때 '교수'라고 답을 말해준 후 교수라고 불리게 되었다(키사라기는 답을 '기수'라고 하였다). 나미코로부터는 '마사'로 불린다. 과묵한 우등생 타입이지만 사람을 잘 사귀는 성격이라 지식이 풍부하고 아는 게 많아서 항상 주변사람들로부터 필요한 존재로 인식되어왔다. 일단 매사에 진지하지만 가끔 어이없는 실수를 하곤 한다. 누구에게든간에 '~님'을 붙여 말하고, 신기한 분위기를 가진 미스테리어스한(가끔 다른 사람에게 보이지 않는 무언가를 보기도 한다) 천재소녀. 기다란 흑발이 특징이며 밴드로 묶더라도 고무가 풀려 떨어질 정도로 풍성한 웨이브를 자랑으로 여기고 있는 듯하다. 다른 이의 행동에 무관심한 것처럼 보이지만, 사실 그 뒤로 살짝 따라해보거나 하는 귀여운 점도 있다. 흑색을 좋아하며, 흑색 계통의 물감을 대량으로 소비하는 등 유독 흑색계통에 유별난 애정을 쏟고있다. 반에서 인기가 많지만 교제하는 상대는 없고, 한번도 만나지 못한 약혼자가 있어 본인은 겉으로 표현하진 않지만 신경이 많이 쓰이는 듯하다(원작에선 이것과 관련된 에피소드가 나온다). 동물과 대화가 가능한 것으로 보이며 교내에 돌아다니는 닭님을 통솔하는 모습을 보여주곤 한다. 5인조 중에서 집이 가장 멀어서 요즘 유행하는 옷 등을 구하기 힘들기에 사복은 대부분 일본 전통복을 입는다.
노자키 나미코 (野崎奈美子)
성우 - 호리에 유이
GA1학년 여학생. 이름은'노자키 나미코'. 통칭 "나미코 씨". 그룹의 리더같은 존재로, 리더쉽도 강한 편. 평범한 편이지만 개성적인 인물들이 주변에 많은 탓인지, 어떤 의미로 보면 만능누님적 존재이기도 하다. 미키와 토모카네의 장난과 바보짓을 말리거나 뒤치닥거리를 확실히 하는 등 무척 사람돌보기 좋아하는 인물이라고 할 수 있다. 게다가 조심성이 깊어서 누님이라기 보다 오히려 엄마에 가까운 성격이라 "나미코 엄마"로 불리기도 한다. 미키의 말투와 언행으로 미루어보아 거유에 속하는 모양. 집에서 개를 키우고 있다. GA를 졸업한 언니(2년 전 미술부의 전성기를 이끌었던 부장이었음. 상당한 괴짜이자 실력자로 나미코를 미술부에 들어가게 하려고 압박)가 있고, 5명 중 생일이 가장 빠르다.

### 미술부 관계자
구 자료실을 부실로 이용하고 있는 학생들. 주요 이야기인 GA 1학년 5인조의 이야기와 별개로 진행되며, 이야기가 연결되는 경우는 적다.
아와라 치카코 (芦原ちかこ)
성우 - 칸다 아케미
GA 3학년 여학생. 미술부 부장. 보통 "아-양"으로 불린다. 호쿠리쿠 지역에 가까운 중부지역 사투리를 사용한다. 말보다는 몸이 먼저 나가는 성격. 선대 미술부 부장이었던 노자키 선배를 존경해서 미술부와 그 부실에 강한 애착을 갖고 있다.
헌혈 PR용 마스코트 캐릭터 콘테스트에 응모했던 낙서가 입상을 하거나 과거에 만들었던 진짜같은 작품이 학원 7대 불가사의로 소문이 떠도는 등, 높은 기술력과 센스를 엿볼 수 있는 묘사가 있다. 또, 예전에 그린 하늘 사생화가 전혀 관계없는 곳에서 키사라기의 마음에 들게 되어 키사라기가 예술과 클래스를 들어가게 되는 계기가 되었다. 장래에 하고 싶은 일은 여러 가지 있지만 그중 하나로 예술대학에 들어가 경험을 쌓은 뒤 평소 동경하던 현대미술화가 밑에 제자로 들어가는 것이라고 한다.
미즈부치 (水渕)
성우 - 코시미즈 아미
GA 3학년 여학생. 생활환경부 부장 겸 유일한 부원이기도 하다. 미술부와 생활환경부가 합병된 이후부터는 미술부원이 된 모양이지만, 실제론 미즈부치의 위치가 부장보다 더 높은 듯한 느낌이 든다. 아와라에게는 "부치 씨" 라고 불린다. 아와라와 매우 친하며 아와라의 보호자 역할을 자처하고 있다. 둘이 너무 친해서 다른 친구에게 "부부"라고 불릴 정도지만 아와라의 말에 따르면 미즈부치는 주변에 사는 "데이트 상대"가 있다고 한다. 키사라기와는 소꿉친구. 키사라기가 중학생이었을 때 학교를 안내해 주어 키사라기가 그 고등학교를 들어가게 되는 하나의 계기를 만들어 주었고, 키사라기가 합격했을 땐 유명 메이커의 컬러 잉크를 입학선물로 주었다고 한다. 상냥하고 언제나 웃는 얼굴이지만 빈틈없는 성격.
우오즈미 (魚住)
성우 - 코니시 카츠유키
보통과 특별진학 클래스 (FA)의 3학년 남학생. 호무라에게 "즈밍" 이라고 불리지만 본인은 그 별명을 싫어한다. 미술부의 부부장이고, 미즈부치와 함께 아와라의 행동을 저지하는 역할이다. 미술부에 입부한 뒤, 아와라와 같이 줄곧 선배들에게 의식이나 이벤트라는 이름의 장난을 당했다. 그러나 선배들이 모두 졸업하고 미술부에 아와라와 우오즈미만 남았을 땐 호무라가 들어오기 전까지 미술부에 다니지 않기 시작했던 때도 있었다.
GA의 다니는 학생들을 기인이라고 생각하고 있으며, 지적에 냉정한 성격으로 안경을 썼다. 아와라의 중부 사투리를 정확하게 이해한다.
호무라 (保村)
성우 - 나이토 료우
자동차 정비 클래스(J, 또는 공업과 자동차 정비 클래스(KJ)라고도 한다)의 2학년 남학생. 아와라의 권유로 입부. 우사미 선생님을 보고 한눈에 반해 그녀에게 어필하기 위해 여러번 시도를 하지만, 오히려 역효과를 내고 있다. 열혈소년에다 매사에 적극적인데 결과를 내지 못하는 듯.
토모카네의 오빠 (友兼の兄)
성우 - 사와시로 미유키
GA 2학년으로 토모카네의 오빠이다. 이름이 공개되어 있지 않다(하지만 토모카네의 오빠이니 토모카네라고 하는 게 좋을 듯하다). 미술부실에서 유령 소동에 우연히 끼게 된 것을 계기로 미술부에 가입한다. 평상시엔 양호실에서 지낼정도로 병약한 타입. 차분하고 어른스럽지만 의외로 대담한 부분도 있다. 웬만한 일에는 동요하지 않고 목적을 위해서라면 수단을 가리지 않는 부분도 보인다. 머리가 뛰어나 미술 작품이나 소도구를 만들어 내는데에는 정통하고 토모카네보다 머리를 쓰는 쪽은 한 수 위다.

### 미술교사
소토마 타쿠마 (外間巧真)
성우 - 츠쿠이 쿄우세이
GA1학년 담임. 커피를 좋아한다. GA 1학년의 5인조(특히 노다) 때문에 골치를 썩고 있다. 책상 위를 어지럽혀서 그런지 자주 키사라기가 커피 컵을 떨어뜨려 깨트리기도 한다. 개성없어 보이는 외관이지만 디자인 수업 담당.
우사미 마유미 (宇佐美真由実)
성우 - 미나미 오미
GA1학년 부담임. 자기소개 시, 자기 이름을 우사"메" 마유미로 잘못 소개해서 덕분에 3학년들로부터 "상어 선생님 (일본어 사메는 상어를 뜻함)"으로 불린다. 상냥하고 노력파지만, 몸이 약하고 빈혈기가 있다. 교사가 된 지 얼마 되지 않아서 경험이 부족하기에 학생들이 과제를 잘 제출하지 않는 것에 대해 고민하기도 하지만 대개 학생들에게 존경을 받고 있다. 학원의 공대 출신(아야노이학원공업대학)이고, 소토마 선생님에게 호의를 갖고 있는 듯. 회화 수업 담당.
사사모토 (笹本)
성우 - 타카야마 미나미
GA 3학년 담임. 미술부와 생활환경부의 고문. 미술부원들에게 "어르신" 이라고 불리고 있고(우오즈미와 호무라는 계속 어르신이라고 부르면서 사사모토의 이름을 잊어버렸다), 부실을 반 사물화 하기 위해 미술부의 고문을 맡았다. 미술부실은 몰래 담배를 피우거나 자신의 일을 하는 것 이외에는 방치 중. 예전에 미술부의 선배가 전부 졸업하고 아와라 혼자서만 열심히 미술부에 나오자 "짜증난다"라는 이유로 상자로 집을 만들어 그곳에다 격리를 시킨 정도의 성격이지만, 나름대로 부원들은 사사모토를 존경하고 있다.
옛날 애인이 "나와 니코틴 중 어느게 더 소중하냐" 라고 물었을 정도의 골초. GA 1학년의 소묘 수업도 담당하고 있다.
코시노 요시노 (越廼淑乃)
GA 과목 중 텍스타일・패션 수업을 담당하는 교사. 학생들의 작품에 대해 생각한 바를 꾸밈없이 솔직하게 평가하기에 모든 학생들이 두려워한다. 키사라기나 토모카네에게 특히나 힘든 선생님. 하지만 창작에 관련된 과목이라 그런지 수업 중에도 학생들이 원하는 대로 하게 해줘서 노다는 꽤나 좋아하는 선생님이다.

### 기타 인물
요시카와 (吉川)
성우 - 이세 마리야
GA 1학년 여학생. 노다로부터 요시카왓치로 불린다. 오오미치와 함께 전시회에서 입상하기도 했다. 다도 수업 도중, 다도에서 쓰는 종이에다가 데셍을 해버릴 정도로 창작의욕이 한번 솟으면 바로 연필을 잡고 그림을 그리고 싶다고 한다. 가끔 단역으로 등장한다.
미츠이 (三井)
성우 - 하야마 이쿠미
GA 3학년의 여학생. 아와라와 미즈부치의 친구로, 등장할 때 보통 과자같은 걸 먹고 있다. 군청색의 단발머리가 특징.
마루오카 (丸岡)
성우 - 사이토 사토미
GA 3학년의 여학생. 아와라와 미즈부치의 친구. 녹갈색의 긴 땋은머리가 특징.
노자키 후지코 (野崎風二子)
이미 졸업한 미술부의 선배. 아와라에게 미술의 노하우나 학원생활을 하는데 유용한 잔지식 등을 가르쳐주고, 부의 미래와 신입부원 모집을 맡기고 졸업했다. 노자키 나미코의 언니다.
나미코의 엄마
키사라기 일행이 나미코의 집을 방문했을 때 그들을 맞이했다. 허물없는 인품을 엿볼 수 있으며, 오오미치(교수)를 자연스럽게 "마사" 라고 부르는 장면을 보면, 집에서 나미코와 대화할 때, 오오미치를 마사라고 부르는 듯하다.
와카우미 (若海)
성우 - 와카모토 노부히코
우오즈미와 같은 보통과 특진클래스 3학년 남학생. 우오즈미와 같이 안뜰 청소담당이지만 학교에 있는 닭님 때문에 청소를 제대로 하지 못하고 있다.
노다의 언니 (野田の姉)
우오즈미와 같은 보통과 특진클래스 3학년 여학생. 노다의 언니. 이름이 밝혀지지 않았다. 애니메이션판의 성우는 오오미치 미야비 역을 맡은 나즈카 카오리의 실제 언니.
하루에 (春江)
예술과 음악클래스(GB)의 담임. 보브컷을 한 차분하고 분위기있는 여성. 다도에 소양이 있다.

### 사람 이외
스네코 (素描)
토모카네가 소묘(素描)를 스네코(素猫, 猫(고양이 묘)와 描(그릴 묘)를 헷갈린 듯. 네코는 고양이를 뜻하는 일본어)로 잘못 읽었던 것을 듣고 키사라기가 상상했던 고양이 캐릭터. 이 작품의 마스코트 캐릭터 같은 존재로 애니메이션판 공식 홈페이지나 방송, 오프닝 등에 자주 등장한다. 털 색만으로도 흰색, 갈색, 담갈색 등 여러 가지고, 말려있는 꼬리와 온화해 보이는 얼굴이 특징. 또 다른 모습으로는 애니메이션에 나오는 "그림그리며 놀자" 코너에 등장하는 갈색의 스네코(노다가 조종하는 퍼펫)도 있다.
닭님 (おにわとり様)
학교 안뜰에서 기르고 있는 닭들. 닭님이라고 높여 부르고 있다. 성질이 난폭해서 안뜰청소를 하려고 들어가는 학생들을 공격해 곤란한 상황이다. 오오미치를 잘 따른다.
사나에 (早苗ちゃん)
미술부 부실에 놓여있는, 트레이닝복을 걸친 모습으로 고등부 여자교복을 입은 마네킹 인형. 과거 미술부원들에 의해 안쪽 교실에서 발굴된 것으로, 미술부의 부원들이 소묘용 인형으로 쓰고 있다.

## 주된 무대

### 아야노이 고등학교 (彩井高校)
정식 명칭은 "아야노이학원 공업대학 부속 아야노이고등학교 (彩井学園工業大学附属彩井高等学校)". 사립 고등학교이며, 이 작품의 중심이 되는 예술과, 보통과, 공업과, 위생간호과의 4개 학과가 있다. 또 보통과, 예술과, 공업과에는 여러 클래스가 존재해 각각 교과가 다르다. 작품 내에서 그려지는 시기에는 1학년에 12반이 존재한다. 아야노이학원 자체는 대학교・고등학교 이외에 중학교도 병설되어 있다. 그 때문인지 부지가 비정상적으로 넓고 천문대라든가 가벼운 식사를 하는 식당, 심지어 골프 코스까지 존재해서 아직 적응이 안된 학생들은 거의 미아가 된다.
원작에서는 교내 각각의 장소에 학교에 상징인 새를 모티브로 한 부조와 동상이 놓여 있고, 안뜰에는 "1마리에 수천만" 한다고 하는 닭이 사육되고 있으며, 이 닭들은 "닭님" 이라고 불리고 있다. 애니메이션판에서는 학교의 상징이 새 대신 토용으로 바뀌었다.
GA
정식 명칭은 "예술과 A 클래스". 현 내에서 가장 큰 미술전반 클래스. 수업 과목의 절반 이상이 비주얼이나 텍스타일 등, 여러 가지 디자인 전문 과목으로 편성되어있다. 수업료 이외로 화구값이나 출품료 등으로 비용이 많이 든다. GA 외에 GB(음악전반 클래스)도 있다. 옛날에는 GC도 존재했던 모양.
미술부
미술전반 활동을 하는 부. 아야노이학원에선 미술을 좋아하는 학생들이 전부 GA로 들어가서 미술을 하기에 미술부에 들어오는 학생이 적어져 폐부 위기때는 부원이 3명밖에 없었었다. 그 때문에 폐부 선고를 받았으나 학원생활환경부와 합병하여 그 부의 활동도 한다는 조건으로 폐부가 되는 것은 막았다. 현재 부원은 5명. 부 예산은 5000엔인 듯하다.
학원생활환경부
사사모토의 말에 따르면 "학원 내 잡다한 일을 하는 부"라고 한다. 줄여서 "학환부". 그 활동내용 때문에 폐부가 되는 일은 없어 미술부존폐위기 때 합병되었다. 학원생활환경부는 또 "학원미디어부", "학원연구부" 와도 몇 번 통폐합 된 역사를 갖고 있다.
미술부 부실
제2미술실&자료실. 구 자료실이라고도 불리고 있다. 학원생활환경부와 같이 사용했었다. 화구들이 여러개 있어서 미술도구를 가지러 교실에 돌아가기 귀찮은 부원들은 가끔 빌려가기도 한다. 지금은 창고가 되어있는 구 GC(예술과 C 클래스)가 쓰던 교실(통칭 "안쪽 교실")이 있지만, "미지의 마경" 이라고 평가되어 평소에는 들어가지 않아 학원 7대 불가사의 중 하나가 되어있다.

### 고등학교 외
대학 교내매점
대학교 내에 있는 매점. 대학생 뿐 아니라 고등학생들도 이용한다. 특별한 클래스가 많아서 파는 물건은 다양한 편이지만 웬만한 교내매점에선 보기 힘든 물건들이나 왜 있는지 모르는 이상한 물건들도 파는데, 이유는 여러 학생들이 매점에 와선 특이한 물건을 찾거나 다른 곳에서는 보통 잘 안하는 부탁을 하기 때문이라고 한다.
고견당(古見堂)
키사라기가 고등학교 입학 시험 전 급히 연필을 샀던 문구점. 연필을 살 때의 주인은 할머니였지만, 현재 주인은 할머니의 손자.
사와이 화방(沢井画房)
키사라기가 자주 이용하는 화구점. 정기적으로 세일을 하거나 복권 이벤트 등을 한다.

## 출판 정보
단행본
1. 2006년 10월 12일 발행, ISBN 4-8322-7593-3
2. 2008년 2월 12일 발행, ISBN 978-4-8322-7675-8
3. 2009년 9월 11일 발행, ISBN 978-4-8322-7835-6
4. 2011년 11월 11일 발행, ISBN 978-4-8322-4077-3
5. 2012년 9월 11일 발행, ISBN 978-4-8322-4185-5
6. 2014년 2월 11일 발행, ISBN 978-4-8322-4396-5
7. 2016년 3월 13일 발행, ISBN 978-4-8322-4665-2

애니메이션판 공식 가이드
GA 예술과 아트디자인 클래스 TV애니메이션 비주얼 가이드 북(GA -芸術科アートデザインクラス- TVアニメビジュアルガイドブック), 2009년 12월 26일 발매, ISBN 978-4-8322-7871-4）

대한민국에서는 대원씨아이에서 발매한다. 이전에 포털사이트 '다음 만화'에서 서비스했으나 정식으로 출판.
1. 2010년 1월 20일 발행, ISBN 978-89-252-5631-3
2. 2010년 2월 18일 발행, ISBN 978-89-252-5746-4
3. 2010년 3월 31일 발행, ISBN 978-89-252-5921-5
4. 2012년 1월 31일 발행, ISBN 978-89-252-9196-3
5. 2012년 11월 27일 발행, ISBN 978-89-252-9196-3
6. 2018년 9월 18일 발행, ISBN 979-11-334-8806-3
7. 2018년 10월 24일 발행, ISBN 979-11-334-9148-3

## 애니메이션
2009년 7월부터 9월까지 요미우리TV를 키 스테이션으로 하여 방송되었다. 그리고 TV 미방영분인 13화는 OVA 발매로 예정되어 있다.
- 원작의 분위기를 최대한 살리면서 만들어 기본적으론 원작에 충실하지만, 재구성하였기 때문에 이야기의 흐름이 크게 달라져 있다. 거기에 만들어질 당시, 단행본에 실리지 않았던 잡지연재본을 교차시켜 넣는 등의 구성도 있었다. 각본을 맡았던 마치다 토우코의 말에 의하면 처음에는 각 화당 한 명의 인물에 초점을 맞추는 식으로 구성할까 생각하고 있었지만, 원작을 다 읽어본 뒤 그렇게 하는 건 이 작품에는 어울리지 않는다고 생각하여 개인에 초점을 두지 않고 다섯 명 전체를 등장시키는 구성으로 하였다고 한다.
- 이 작품에서 각 화당 쓰여진 컷의 수는 200컷 전후, 조금 부족할 때는 150컷 미만으로 꽤나 적은 편이다. 그러나 한 컷당 대사가 많고, 쓰여진 작화의 수는 보통 애니메이션과 다르지 않다고 한다. 이러한 특징으로 인해 의도적인 연출이라는 지적도 있으나, 사쿠라이 히로아키 감독은 의도된 연출이 아니라고 말했다.
- 오프닝 애니메이션은 원작이나 GA 화구창고의 에피소드, 잡지에 실린 일러스트 등을 이용해 애니메이션으로 만들었다고 하지만, 사쿠라이 감독은 본편에 실리지 못한 에피소드들을 모아서 구성했다고 말했다.
- 엔딩 애니메이션은 원작자의 원안을 이용해 GA 1학년의 성장과정을 그린 것으로, 1화부터 11화까지 매 화마다 점점 성장하여 고등학생에 가까워져가는 구성이다.

### 스태프
- 원작: 키유즈키 사토코
- 감독 : 사쿠라이 히로아키
- 각본 : 마치다 토우코
- 캐릭터 디자인 : 와타나베 아츠코
- 소도구 디자인 : 니노 료타
- 총작화감독 : 나카하라 키요타카
- 미술감독 : 카스가 레이지
- 편집 : 사쿠라이 타카시
- 음향감독 : 에비나 야스노리
- 음향: 아베 쥰, 무토 세이지
- 취재・미술협력 : 여자 미술대학, 여자 미술대학 부속 중고등학교
- 애니메이션 제작 : AICPLUS+
- 제작 : GA제작위원회

### 주제가
여는 곡 《お先にシルブプレ》(먼저 실례해요)
작사 : Noria
작곡・편곡 : 이가라시 쥰이치 (五十嵐“IGAO”淳一)
노래 : GA girls
닫는 곡
| 1화 6화      | 〈Coloring palettes トモカネいろ〉 (Coloring palettes 토모가네 빛깔) | 〈Coloring palettes トモカネいろ〉 (Coloring palettes 토모가네 빛깔) | 〈Coloring palettes トモカネいろ〉 (Coloring palettes 토모가네 빛깔) | 〈Coloring palettes トモカネいろ〉 (Coloring palettes 토모가네 빛깔)                        |
| ------------ | -------------------------------------------------------------------- | -------------------------------------------------------------------- | -------------------------------------------------------------------- | ------------------------------------------------------------------------------------------- |
| 1화 6화      | 작사                                                                 | 작곡                                                                 | 편곡                                                                 | 노래                                                                                        |
| 1화 6화      | Noria                                                                | 사카이 요우이치                                                      | 사카이 요우이치                                                      | 토모가네(토모가네) (사와시로 미유키)                                                        |
| 2화 8화 11화 | 〈Coloring palettes キサラギいろ〉 (Coloring palettes 키사라기 빛깔) | 〈Coloring palettes キサラギいろ〉 (Coloring palettes 키사라기 빛깔) | 〈Coloring palettes キサラギいろ〉 (Coloring palettes 키사라기 빛깔) | 〈Coloring palettes キサラギいろ〉 (Coloring palettes 키사라기 빛깔)                        |
| 2화 8화 11화 | 작사                                                                 | 작곡                                                                 | 편곡                                                                 | 노래                                                                                        |
| 2화 8화 11화 | Noria                                                                | 사카이 요우이치                                                      | 사카이 요우이치                                                      | 야마구치 키사라기(키사라기) (토마츠 하루카)                                                 |
| 3화 7화      | 〈Coloring palettes ノダミキいろ〉 (Coloring palettes 노다미키 빛깔) | 〈Coloring palettes ノダミキいろ〉 (Coloring palettes 노다미키 빛깔) | 〈Coloring palettes ノダミキいろ〉 (Coloring palettes 노다미키 빛깔) | 〈Coloring palettes ノダミキいろ〉 (Coloring palettes 노다미키 빛깔)                        |
| 3화 7화      | 작사                                                                 | 작곡                                                                 | 편곡                                                                 | 노래                                                                                        |
| 3화 7화      | Noria                                                                | 사카이 요우이치                                                      | 오오바 타카아키                                                      | 노다 미키(노다미키) (토쿠나가 아이)                                                         |
| 4화 9화      | 〈Coloring palettes キョージュいろ〉 (Coloring palettes 교수 빛깔)   | 〈Coloring palettes キョージュいろ〉 (Coloring palettes 교수 빛깔)   | 〈Coloring palettes キョージュいろ〉 (Coloring palettes 교수 빛깔)   | 〈Coloring palettes キョージュいろ〉 (Coloring palettes 교수 빛깔)                          |
| 4화 9화      | 작사                                                                 | 작곡                                                                 | 편곡                                                                 | 노래                                                                                        |
| 4화 9화      | Noria                                                                | 사카이 요우이치                                                      | 오오바 타카아키                                                      | 오오미치 미야비(교수) (나즈카 카오리)                                                       |
| 5화 10화     | 〈Coloring palettes ナミコいろ〉 (Coloring palettes 나미코 빛깔)     | 〈Coloring palettes ナミコいろ〉 (Coloring palettes 나미코 빛깔)     | 〈Coloring palettes ナミコいろ〉 (Coloring palettes 나미코 빛깔)     | 〈Coloring palettes ナミコいろ〉 (Coloring palettes 나미코 빛깔)                            |
| 5화 10화     | 작사                                                                 | 작곡                                                                 | 편곡                                                                 | 노래                                                                                        |
| 5화 10화     | Noria                                                                | 사카이 요우이치                                                      | 사카이 요우이치                                                      | 노자키 나미코(나미코씨) (호리에 유이)                                                       |
| 12화         | 〈ココロいろ palettes〉 (마음빛깔 palettes)                          | 〈ココロいろ palettes〉 (마음빛깔 palettes)                          | 〈ココロいろ palettes〉 (마음빛깔 palettes)                          | 〈ココロいろ palettes〉 (마음빛깔 palettes)                                                 |
| 12화         | 작사                                                                 | 작곡                                                                 | 편곡                                                                 | 노래                                                                                        |
| 12화         | Noria                                                                | 아베 쥰                                                              | 무토 세이지                                                          | GA元気ガールズ (토모가네/키사라기/노다미키) (사와시로 미유키, 토마츠 하루카, 토쿠나가 아이) |

### 에피소드
| 화수   | 서브 타이틀                           | 각본          | 콘티                              | 연출                                 | 작화감독                              | 엔딩곡                          |
| ------ | ------------------------------------- | ------------- | --------------------------------- | ------------------------------------ | ------------------------------------- | ------------------------------- |
| 제1화  | 그림그리며 놀자!                      | 마치다 토우코 | 사쿠라이 히로아키                 | 사쿠라이 히로아키                    | 와타나베 아츠코                       | Coloring palettes 토모카네 빛깔 |
| 제2화  | 신의 연필                             | 마치다 토우코 | 사쿠라이 히로아키                 | 나카가와 사토시                      | 카미타니 토모히로 모리 에츠지         | Coloring palettes 키사라기 빛깔 |
| 제3화  | 술래잡기 콜라주                       | 마치다 토우코 | 하츠미 코우이치 사쿠라이 히로아키 | 아카사카 히로아키                    | 이시마루 켄이치 스에히로 나오키       | Coloring palettes 노다미키 빛깔 |
| 제4화  | 사진의 재치/뒷정리                    | 마치다 토우코 | 카와구치 리에                     | 스즈키 카오루                        | 나카노 료우코                         | Coloring palettes 교수 빛깔     |
| 제5화  | 생활 디자인/부장 오두막               | 마치다 토우코 | 우에다 요우이치                   | 우에다 요우이치                      | 이시다 유미코                         | Coloring palettes 나미코 빛깔   |
| 6화    | 미술부의 집                           | 마치다 토우코 | 오카모토 히데키                   | 오카모토 히데키                      | 이시노 사토시 후지마키 유우이치       | Coloring palettes 토모카네 빛깔 |
| 제7화  | 속임수 그림（트롱프 뢰유）            | 마치다 토우코 | 카와구치 리에                     | 노리자 마코토                        | 야마자키 카츠유키                     | Coloring palettes 노다미키 빛깔 |
| 제8화  | 쉬르레알리즘 (surrealism, 초현실주의) | 마치다 토우코 | 쿠기미야 히로시                   | 시미즈 사토시 카네코 요시유키 (조수) | 후지와라 미키오 하노 히로노리 (보좌） | Coloring palettes 키사라기 빛깔 |
| 제9화  | 강풍공상                              | 마치다 토우코 | 쿠기미야 히로시                   | 노리자 마코토                        | 후루카와 히데키                       | Coloring palettes 교수 빛깔     |
| 제10화 | 제목은 "삶과 죽음의 경계"             | 마치다 토우코 | 스즈키 카오루                     | 스즈키 카오루                        | 나카노 료우코                         | Coloring palettes 나미코 빛깔   |
| 제11화 | 행복한 결말                           | 마치다 토우코 | 타마가와 마사토                   | 우에다 요우이치                      | 이시이 유미코                         | Coloring palettes 키사라기 빛깔 |
| 제12화 | 헥센・켓셀                            | 마치다 토우코 | 사쿠라이 히로아키                 | 사쿠라이 히로아키                    | 후루카와 히데키                       | 마음 빛깔 palettes              |

## 웹 라디오
2009년 6월부터 9월까지 "폭발 라지아트(爆発らじアート☆)"라는 제목으로 전달된 애니메이션과 연관된 인터넷 라디오. 야마구치 키사라기 역의 토마츠 하루카와 오오미치 미야비 역의 나즈카 카오리의 공동 진행.
| 회수  | 날짜            | 서브 타이틀                                 | 게스트                          |
| ----- | --------------- | ------------------------------------------- | ------------------------------- |
| 제0회 | 2009년 6월 11일 | 예술은 폭발이다!                            |                                 |
| 제1회 | 2009년 6월 25일 | GAんばれ、Aタシ!?(힘내라, 나!?)             |                                 |
| 제2회 | 2009년 7월 9일  | GIんざは、Aっちで〜す!(긴자는 저~쪽입니다!) |                                 |
| 제3회 | 2009년7월 23일  | GUーらっしゃす、Aみーご!(Gracias Amigo!)    | 토쿠나가 아이（노다 미키 역）   |
| 제4회 | 2009년 8월 6일  | GAキか、AHO!(어린애냐, 바보!)               | 호리에 유이（노자키 나미코 역） |
| 제5회 | 2009년 8월 20일 | GOめん、Aそばせ(안녕하십니까?)              | 사와시로 미유키（토모카네 역）  |
| 제6회 | 2009년 9월 3일  | GAちで、Aそぶ!(풍류있게 놀자!)              |                                 |
| 제7회 | 2009년 9월17일  | GOかいよ、Aなた(오해야, 당신)               |                                 |

## 같이 보기
- 히다마리 스케치 (TBS·JNN 계열)
- 스케치북 ~full color'S~ (TV Tokyo·TXN 계열)